# المسعود یوسف
المسعود یوسف (عربی: الملك المسعود صلاح الدين أبو المظفر يوسف بن محمد؛ ۱ ژانویهٔ ۱۲۰۱ – ۱ ژانویهٔ ۱۲۲۹)، آخرین امیر ایوبی یمن و حجاز از سال ۱۲۱۵ تا ۱۲۲۹ بود. پس از وی سلسله رسولیان در یمن به قدرت رسیدند.